# Jacopo Bellini
Jacopo Bellini (Veneza, c. 1396 – c. 1470) foi um pintor veneziano. Jacopo foi um dos fundadores do Renascimento em Veneza e no norte da Itália. Seus filhos Gentile Bellini e Giovanni Bellini e seu genro Andrea Mantegna foram famosos pintores.
Sua obra se encontra no final do gótico internacional e no começo do renascimento italiano.
Jacopo foi aluno de Gentile da Fabriano. Depois foi para Florença, onde conheceu os novos trabalhos de Brunelleschi, Donatello e Masaccio. Abriu uma oficina em 1424, que administrou até sua morte.